# دولوريس كوستيلو
دولوريس كوستيلو (بالإنجليزية: Dolores Costello)‏ هي ممثلة أمريكية، ولدت في 17 سبتمبر 1903 ببيتسبرغ في الولايات المتحدة، وتوفيت في 1 مارس 1979 في الولايات المتحدة بسبب نفاخ رئوي.

## أعمال

### أفلام
- (1923) لمحات من القمر
- (1942) آل أمبرسون الأجلاء
- (1943) هذا جيشي

## وصلات خارجية
- دولوريس كوستيلو على موقع IMDb (الإنجليزية)
- دولوريس كوستيلو على موقع روتن توميتوز (الإنجليزية)
- دولوريس كوستيلو على موقع ألو سيني (الفرنسية)
- دولوريس كوستيلو على موقع أول موفي (الإنجليزية)
- دولوريس كوستيلو على موقع قاعدة بيانات برودواي على الإنترنت (الإنجليزية)
- دولوريس كوستيلو على موقع قاعدة بيانات الأفلام السويدية (السويدية)
- دولوريس كوستيلو على موقع قاعدة بيانات الفيلم (الإنجليزية)
- دولوريس كوستيلو على موقع كينوبويسك (الروسية)